# Granth
Dans le sikhisme, granth est le nom donné à un livre. Ce mot vient du sanskrit grantha qui se traduit par: composition, traité, livre, texte. L'origine sanskrite vient elle-même du terme grath qui signifie: attacher, mais aussi, composer de la littérature.
Dans la culture sikhe Granth est utilisé comme abréviation pour désigner le Guru Granth Sahib, le livre saint des sikhs.